# Żona anarchisty
Żona anarchisty (ang. The Anarchist's Wife) – hiszpańsko-francusko-niemiecki dramat historyczny z 2008 roku w reżyserii Marie Noëlle i Petera Sehra.

## Fabuła
Tytułowa żona anarchisty to Manuela, która zostaje opuszczona przez męża – Justo. Ów małżonek, zgodnie ze swoimi ideałami, walczył przeciwko nacjonalistom Franca w czasie hiszpańskiej wojny domowej. Następnie został deportowany do obozu pracy, a po wydostaniu się z niego, zaciągnął się do francuskiego ruchu oporu. W tym czasie Manuela, wraz z dwójką swoich dzieci, nigdy nie traci nadziei, że jeszcze zobaczy męża.

## Obsada
- Juan Diego Botto jako Justo
- María Valverde jako Manuela
- Ivana Baquero jako Paloma (w wieku 15 lat)
- Nina Hoss jako Lenin
- Jean-Marc Barr jako Pierre
- Laura Morante jako Lucienne
- Irene Montalà jako Pilar
- Luis Callejo jako José María Muñoz